# Mukkajärvi (Pajala socken, Norrbotten)
Mukkajärvi är en sjö i Pajala kommun i Norrbotten och ingår i Torneälvens huvudavrinningsområde.